# Pseudomertieïta
La pseudomertieïta és un mineral de la classe dels sulfurs. Rep el seu nom del geòleg nord-americà John Beaver Mertie, Jr. (1888-1980). Fins al mes de setembre de 2022 s'anomenava mertieïta-I, canviant el nom a l'actual degut a les noves directrius aprovades per la CNMNC per a la nomenclatura de polimorfs i polisomes.

## Característiques
La pseudomertieïta és un sulfur de pal·ladi, arsènic i antimoni, de fórmula química Pd₁₁(Sb,As)₄. Cristal·litza en el sistema hexagonal, possiblement monoclínic pseudohexagonal. La seva duresa a l'escala de Mohs és 5,5. És dimorfa de la isomertieïta.
Segons la classificació de Nickel-Strunz pertany a «02.AC: Aliatges de metal·loides amb PGE» juntament amb els següents minerals: atheneïta, vincentita, arsenopal·ladinita, mertieïta-II, stillwaterita, isomertieïta, miessiïta, palarstanur, estibiopal·ladinita, menshikovita, majakita, pal·ladoarsenur, pal·ladobismutarsenur, pal·ladodimita, rodarsenur, naldrettita, polkanovita, genkinita, ungavaïta, polarita, borishanskiïta, froodita i iridarsenita.

## Formació i jaciments
Va ser descoberta l'any 1973 al placer de platí de Fox Gulch, a Goodnews Bay (Alaska, Estats Units). També se n'ha trobat a Finlàndia, Marroc, Noruega, Rússia i Sud-àfrica. Sol trobar-se associada a altres minerals com: or, cromita, laurita, mertieïta-II i aliatges de platí, iridi i osmi.